# Carlos Maciel
Pour les articles homonymes, voir Maciel.
Carlos Antonio Maciel, né le 14 novembre 1946 à Asuncion, est un ancien arbitre paraguayen de football. Il fut arbitre international de 1979 à 1991.

## Carrière
Il a officié dans des compétitions majeures : 
- Copa América 1989 (2 matchs)
- Coupe du monde de football de 1990 (1 match)
- Copa América 1991 (3 matchs)